# Drosophila changuinolae
Drosophila changuinolae är en tvåvingeart som beskrevs av Wheeler och Magalhaes 1962. Drosophila changuinolae ingår i släktet Drosophila och familjen daggflugor.
Artens utbredningsområde är Colombia och Panama.